# Драмски международен фестивал на късометражния филм
Драмският международен фестивал на късометражния филм (гръцки: Φεστιβάλ Ταινιών Μικρού Μήκους Δράμας) е водещ филмов фестивал в Гърция за късометражно кино. Провежда се в източномакедонския град Драма и продължава шест дена, като традиционно протича през септември.
Наградените на Драмския международен фестивал на късометражния филм се квалифицират за Европейските филмови награди.

## История
Основан е в 1978 година по инициатива на Драмския филмов клуб. Още от първите си години фестивалът се ползва с голяма популярност и сред професионалистите, и сред публиката. В август 1996 година Министерството на културата на Гърция оценява значението и престижа на фестивала и го включва в Националната културна градска мрежа. Така фестивалът влиза в националната културна мрежа и финансирането се поема по равно от дем Драма и Министерството на културата.
Фестивалът инициира контакти с други международни фестивали, кани участници, представители на международното кино и постепенно се превръща в културна институция на национално и международно ниво.